# Шафијски мезхеб
Шафијски мезхеб представља једну од четири сунитске верско-правне школе. Назив је добила по свом оснивачу, имаму Мухамеду аш-Шафиију. Овај мезхеб се данас у мањем обиму упражњава у Сирији, док је доминантан у Малезији, Индонезији и на простору источне Африке.

## Шафиијеф живот
Абу Абдулах Мухамед аш-Шафии рођен је у Гази 767. године а умро је у Египту 819. године.Још као дете, усред губитка оца, сели се са својом мајком у Меку у којој је и одрастао. Веома рано је научио Кур'ан и заволео арапски језик и књижевност, а нарочито поезију. Због тога из Меке одлази у пустињу како би научио чисти арапски језик који није подлегао спољашњим утицајима. Током свог живота сусреће са неким од најснажнијих умова класичног ислама као што је Малик ибн Анас, оснивач маликитског мезхеба. Поред тога што је био имам у исламском праву (ал-фикх) и основама исламског права (ал-усул), био је велики познавалац хадиса, арапског језика и књижевности.,

## Формирање и развој шафијског мезхеба
Када говоримо о добу у коме се формирао шафијски мезхеб, издвајају се два битна периода и два начина извођења решења и то су:
- Први или стари период представљају аш-Шафиијева мишљења из периода када је боравио у Багдаду, негде од 811. до 814. године.
- Други период представља аш-Шафиијев рад у Египту, у који се овај преселио 814. године. У том периоду, аш-Шафии је узео нека своја старија дела и почео да их преправља и сређује. Бавећи се тиме, он је од неких својих ранијих идеја одустао, предомислио се и установио нека нова и другачија решенја а потом је све то и записао. Овим потезом, сва своја дела раније записана у Багдаду ставио је ван снаге.[2]

## Темељи шафијског мезхеба
Учење шафијске верско-правне школе темељи се на следећим изворима:
1. Куран, као први и најважнији извор.
2. Суна, као други по реду најважнији извору, чак и када су у питању случајеви предаје са само једним преносиоцем.
3. Консензус мишљења (иџма), коме аш-Шафии даје предност над предајама са само једним преносиоцем.
4. Аналогија (кијас), коју аш-Шафии уважава под условом да има упориште у Курану и Суни и ако је правилно изведена.
5. Опредељење за најбоље решење (истихсан), аш-Шафии не прихвата ово решење као меродавно.
6. Решење од општег интереса, аш-Шафии такође не прихвата и не сматра га ваљаним.
7. Пракса становника Медине по аш-Шафију не може бити ваљан извор за доношење решења.
8. Мишљење Асхаба такође не сматра ваљаним извором јер и њихова процена, као и других људи, може бити погрешна.

Дакле, на основу свега овога можемо закључити да се аш-Шафии на аутентичне и добре хадисе, тврдећи да нико нема права да се супроставља Мухамеду.

## Географска распрострањеност
Шафијска школа је распрострањена Широм Азије и у једном делу Африке. Најдоминантнија је у Индонезији, Малезији и у земљама источне Африке.,